# Palazzetto dei Nobili
Le Palazzo della Congregazione dei Nobili (Palais de la Congregation des Nobles), mieux connu comme le Palazzetto dei Nobili (Palais des Nobles) ou Oratorio dei Nobili (Oratoire des Nobles), est un palais historique de la ville de L'Aquila (Italie). 
Le Palais se trouve à L’Aquila, piazza Santa Margherita, 2.

## Histoire
Le Palais de la Congregation des Nobles est un  exemple typique de l'architecture maniériste italienne.
Après le séisme de 2009 à L'Aquila, le palais a été rénové et rouvert en septembre 2012. 
Aujourd'hui le Palais est le siège du Comité pour l’éléction de la capitale européenne de la culture. La municipalité de la ville de l’Aquila y organise aussi des importantes expositions d'art.